# NGC 2433
NGC 2433 est constitué de trois étoiles rapprochées situées dans la constellation du Petit Chien. L'astronome britannique John Herschel a enregistré la position de ces trois étoiles le 19 janvier 1828.
Il existe une certaine confusion au sujet de NGC 2433. La base de données HyperLeda indique qu'il s'agit d'une galaxie à la même position que NGC 2433, d'où la désignation PGC de l'encadré. Quant à WikiSky, il montre aussi une galaxie pour NGC 2433, mais à une position complètement différente (07h 42m 56,9s 09° 20′ 52″) et donc une galaxie différente (PGC 21634).